# Lars Lidén
Lars Lidén, född 1965 i Göteborg, är en svensk författare.